# Christoph von Lieven
Christoph (Kristofor) Andrejevitj von Lieven, född 17 maj 1774, död 10 januari 1839 i Rom, var en rysk diplomat. Han var bror till Karl von Lieven och gift med Dorothea von Lieven.
Lieven var först krigsminister och sedermera ryskt sändebud 1809–12 i Berlin och 1812–34 i London, där han – tillsammans med sin rikt diplomatiskt begåvade hustru – spelade en inflytelserik roll särskilt vid förhandlingarna om Greklands frigörande från Osmanska riket och upprättandet av kungariket Belgien. Lieven blev efter hemkomsten till Ryssland guvernör för tronföljaren, storfurst Alexander, och avled under en resa med denne i södra Europa.